# Île de Yas

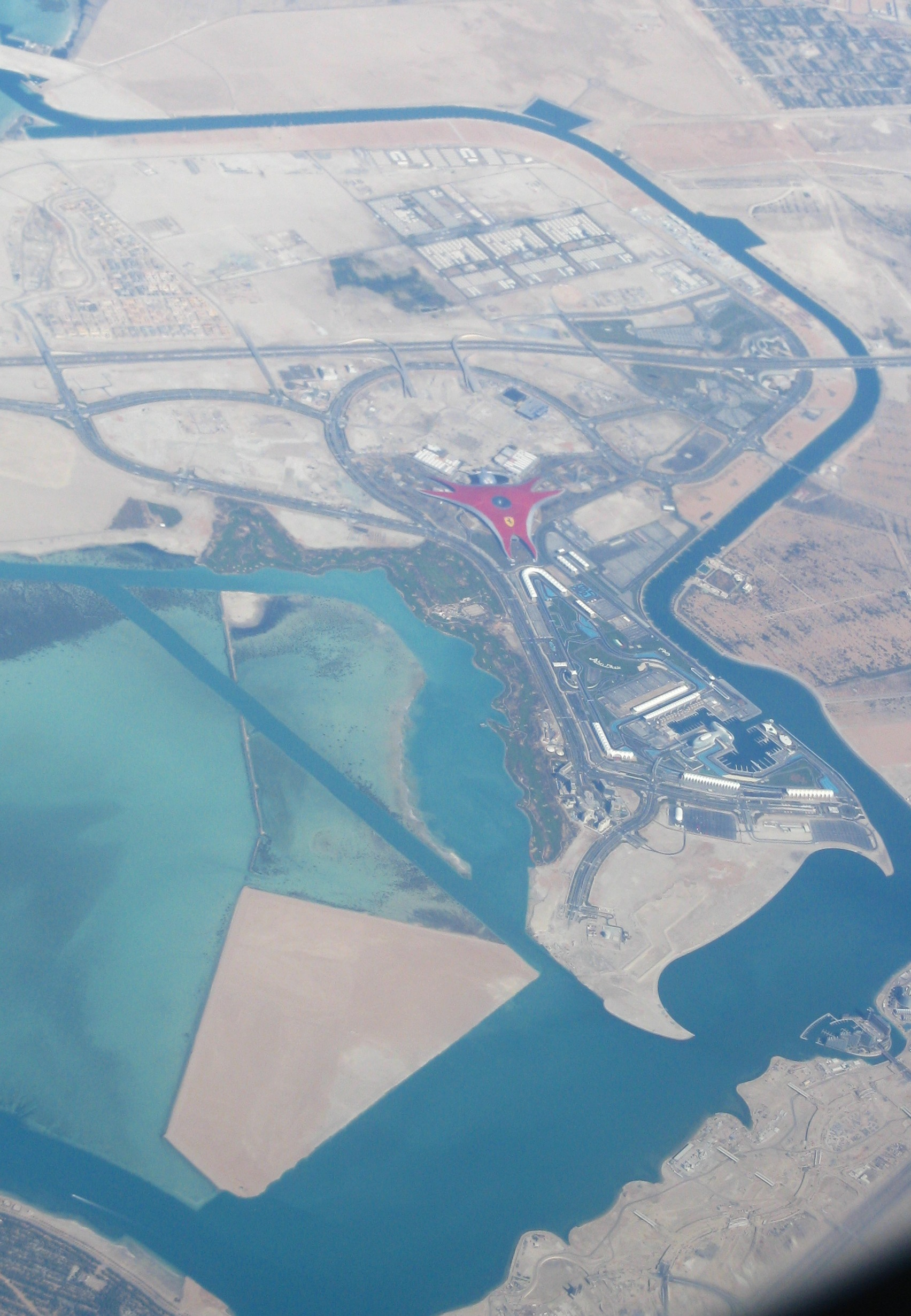
Le circuit automobile sur l'île de Yas.

L'île de Yas (arabe : جزيرة ياس, anglais : Yas Island) est une île artificielle construite par l'émirat d'Abou Dabi aux Émirats arabes unis. Cette île accueille le circuit Yas Marina de Formule 1, le Ferrari World Abu Dhabi, le parc aquatique Yas Waterworld, plusieurs parcours de golf, des terrains de polo, un centre équestre et des hôtels haut de gamme.